# William de Lanvallei

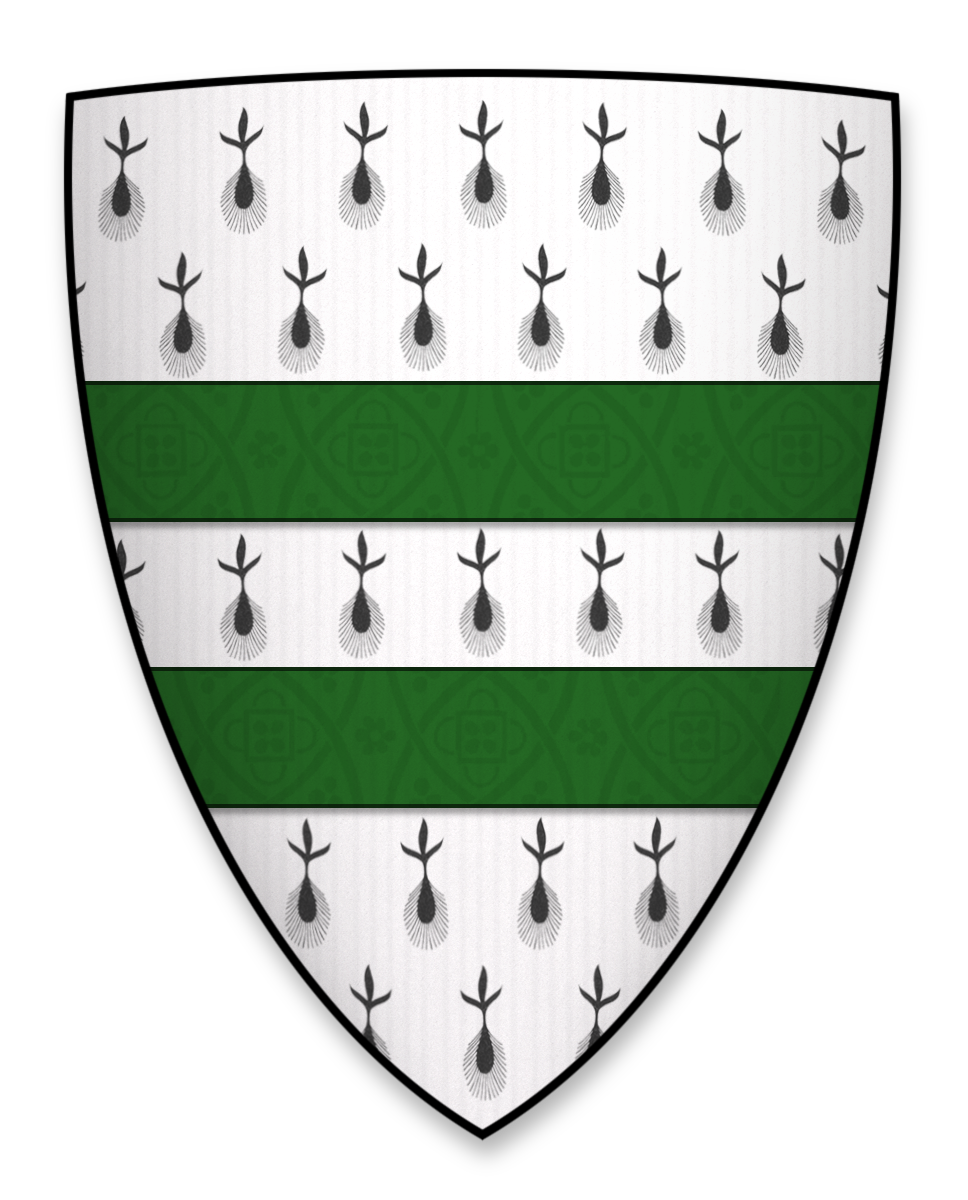
Wappen von William de Lanvallei

William de Lanvallei (auch Lanvalei oder Lanvaley) (* vor 1190; † um 1216) war ein englischer Adliger. Er gehörte der Adelsopposition an, die König Johann Ohneland zur Anerkennung der Magna Carta zwang.

## Herkunft
Lanvallei entstammte einer Adelsfamilie, die unter König Heinrich II. im Dienst des Königs aufgestiegen war. Nachdem der englische König Heinrich II. 1166 auch Herzog der Bretagne geworden war, hatte er Williams gleichnamigen Großvater William de Lanvallei I zum Seneschall von Rennes ernannt. 1171 oder 1172 war William de Lanvallei nach England übergesiedelt und dem König als Kastellan von Winchester und in anderen Ämtern gedient. Durch die Gunst des Königs durfte er dafür Gunnora, die Tochter und Erbin von Hubert de St Clair heiraten, wodurch er in den Besitz der Herrschaft Walkern in Hertfordshire kam. William I starb 1181, sein Erbe wurde sein Sohn William de Lanvalei II, der Hawise de Bocland heiratete. Sein Erbe wurde sein ältester Sohn aus dieser Ehe, William de Lanvallei III, der vor 1190 geboren wurde. 

## Leben
William de Lanvallei III war noch minderjährig, als sein Vater 1204 starb. Nach seiner Volljährigkeit bemühte er sich, wieder die Verwaltung des königlichen Colchester Castle in Essex zu erhalten, die sein Vater in den 1190er Jahren von König Richard Löwenherz erhalten hatte, aber nach dem Tod seiner Mutter 1209 wieder an den König gefallen war. 1214 nahm Lanvallei an dem erfolglosen Feldzug von König Johann ins Poitou teil und war im September bei dem Waffenstillstand anwesend, den der König im September mit Frankreich schließen musste. Nach seiner Rückkehr nach England schloss er sich der Adelsopposition gegen den König an. Die Verbindung dazu könnte über den Führer der Adelsopposition Robert FitzWalter zustande gekommen sein, denn die Mutter seiner Frau war dessen Nichte. Auch mit Geoffrey de Mandeville hatte er verwandtschaftliche Beziehungen. Nach der Anerkennung der Magna Carta durch den König im Juni 1215 wurde Lanvallei zu einem der 25 Barone gewählt, die die Einhaltung der Bestimmungen der Magna Carta durch den König überwachen sollten. Im Juli 1215 übergab ihm der König wieder die Verwaltung von Colchester Castle, doch als der König im Herbst seine Anerkennung der Magna Carta widerrief, kam es zum offenen Krieg der Barone gegen den König. Lanvallei blieb auf der Seite der Gegner des Königs. Im Juli 1216 wurde er auch von den Rebellen als Verwalter von Colchester Castle bestätigt, starb aber wenig später.

## Heirat und Erbe
Lanvallei hatte Maud Peche geheiratet, mit der er eine Tochter hatte, die seine Erbin wurde:
- Hawise

Die Vormundschaft über seine Tochter übernahm der spätere königliche Justitiar Hubert de Burgh, der sie mit seinem Sohn John verheiratete. Damit fielen die Ländereien der Lanvalleis an die Familie de Burgh. 
In der Pfarrkirche von Walkern befindet sich ein Grabdenkmal, das einen Ritter darstellt. Das Grabdenkmal wurde vermutlich zwischen 1240 und 1250 aus Purbeck-Marmor errichtet und könnte William de Lanvallei oder seinen Schwiegersohn John de Burgh darstellen. 